# Языки макро-же

Карта языков макро-же по Кауфману

Языки макро-же (Macro-Jê), реже макро-хе (Macro-Gê) — гипотетическая макросемья индейских языков Южной Америки, ядром которой традиционно считается семья языков же. Макросемья впервые предложена в 1926 году, с тех пор гипотеза была модифицирована, однако всё ещё считается «допустимой» лингвистами-американистами (Кауфман, 1990).

## Состав
В состав макро-же обычно включаются следующие семьи и изоляты:
- Же семья (жесская) — 3 ветви, 16 языков: самая крупная ветвь — южная (18000 носителей, 4 языка) с языком каинганг, а также северные и центральные языки же, из которых самый крупный — шаванте (8000 носителей)
- Борор(оан)ская семья (бороро) — 4 языка: восточный боро́ро, † западный боро́ро, умутина, † отуке
- Ботокудская семья (айморе́, кренакская, ботокудо) — 3 языка: крена́к (ботокудо, ботокудский), † накрехе́, † гве́рен
- Камаканская семья — 5 языков (все исчезли): † камака́н, † мангало́ (монгойо), † котошо́, † менье́н, † масакара́
- Машакалийская семья — 6 языков: машакали́, † капошо́, † моношо́, † макони, † малали, † паташо
- Пурийская семья — 2 языка (оба исчезли): пури (короадо), коропо́
- Язык гуато́
- Язык жейко (жайко) †
- Язык каража́ — изолят
- Язык офайе́ (опайе) — изолят
- Язык рикбакца — изолят
- Язык яте́ или фулнио́

Иногда к макро-же относят также ещё следующие семьи:
- Ябутийская семья (исчезает) — 3 языка: ябути́ (жабути́, кипиу, жеоромичи), арикапу́, † машуби
- Каририйская семья (карири-шоко́) — 4 языка (все исчезли): † кипеа́ (карири), † дзубукуа́ (кирири), † сабуя (сапуя), † камуру́ (педра-бранка).

Эдуардо Рибейро из Чикагского университета, в отличие от Кауфмана, не включает в данную макросемью языки фулнио (яте) и гуато. Он также, в отличие от Гринберга, не включает в неё языки оти и чикитано.
В языках макро-же имеются нерегулярные морфологические соответствия с языками тупи и карибской семьёй, в связи с чем Родригес (Rodrigues, 2000) и Рибейро объединяют их в макросемью же-тупи-карибских языков.